# Bohrschrauber

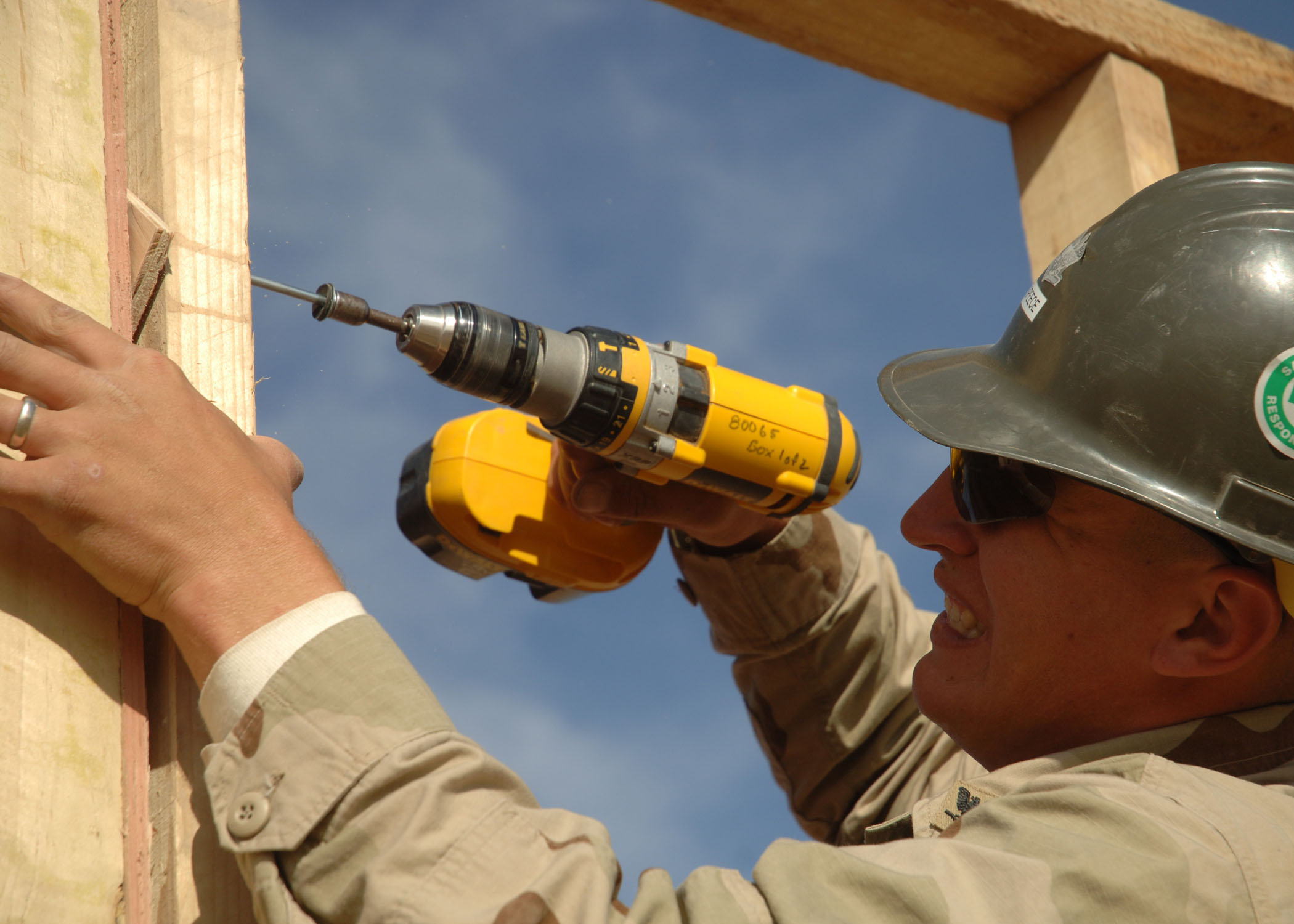
Bohrschrauber in der Anwendung

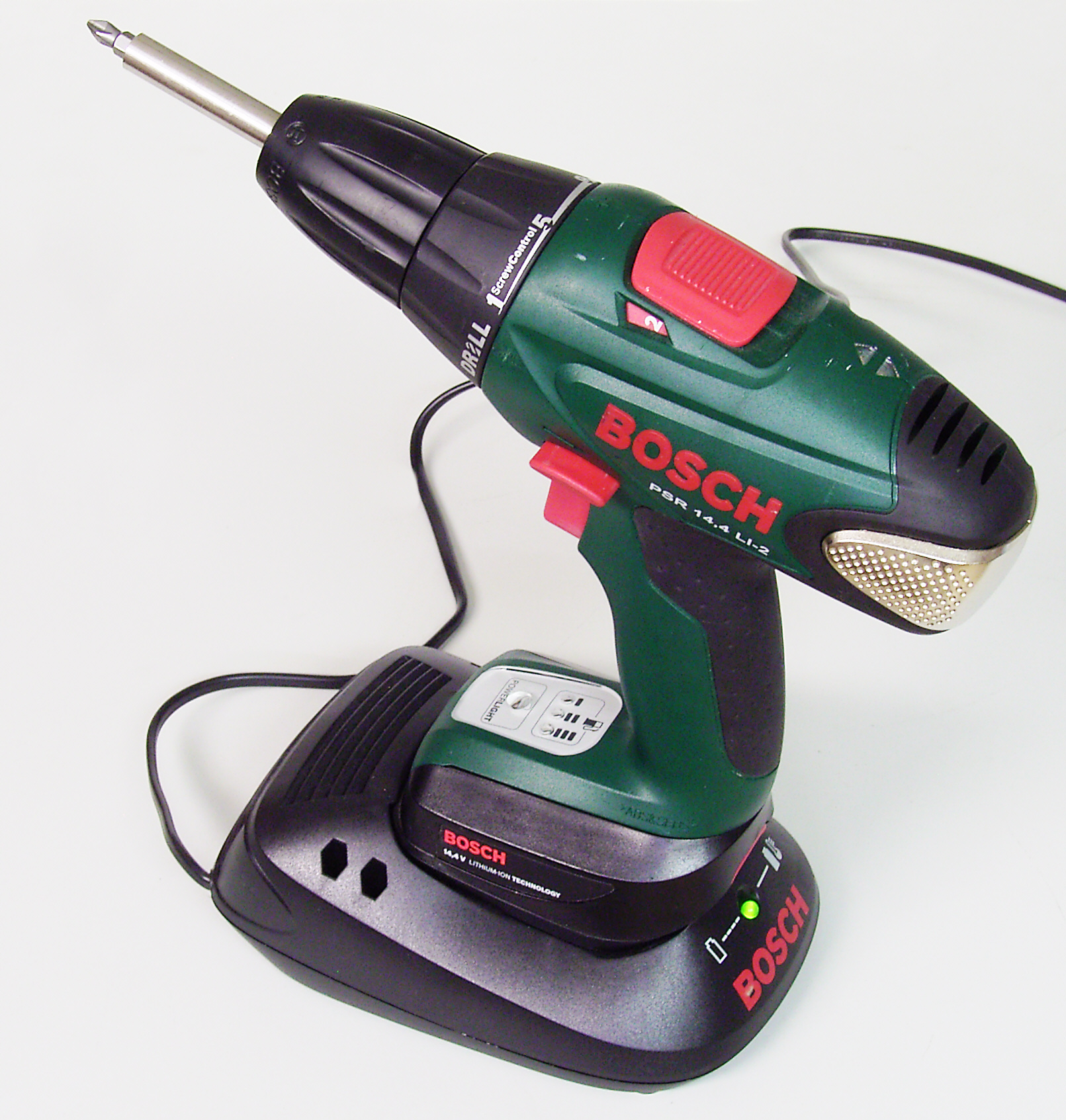
Akku-Bohrschrauber mit mechanischer Drehmomentbegrenzung, Schnellspannfutter und Ladeschale

Ein Bohrschrauber ist ein motorisch angetriebenes, bohrmaschinen-ähnliches Werkzeug zum Schrauben und Bohren. Handelt es sich um ein akkubetriebenes Elektrowerkzeug, wird er als Akku-Bohrschrauber bzw. umgangssprachlich meistens als Akkuschrauber bezeichnet. Oft sind die Geräte mit einer Rutschkupplung ausgerüstet, die bei Erreichen eines vorgewählten maximalen Drehmoments den Antrieb von der Arbeitsspindel entkoppelt (der Motor „dreht durch“). So kann ein gleichmäßiges Anziehen von Schrauben im Material gewährleistet werden, ohne dass Schraubenkopf oder Material nach Erreichen der Soll-Einschraubtiefe (z. B. bei Fluchten des Schraubenkopfs mit der Materialoberfläche) beschädigt werden. Zudem kann auch mittels einstellbarem Tiefenanschlag sichergestellt werden, dass z. B. Senkschrauben flächenbündig zur Oberfläche eingeschraubt werden.

## Schrauberarten
Es gibt je nach Antriebsart
- Druckluftschrauber,
- Elektroschrauber,
- Bohrschrauber,
- Schlagbohrschrauber,
- Impuls(bohr)schrauber.

Schlagbohren bedeutet, dass das Gerät ein Schlagwerk besitzt, das dazu dient, schnell und regelmäßig einen Schlag in Achsrichtung abzugeben („auf den Bohrer entlang seiner Richtung draufzuschlagen“). Das ist vor allem beim Bohren in hartes, sprödes Material (z. B. Ziegel, Poroton) notwendig.
Beim Schlagschrauben und dem Impulsschrauben wird durch eine impulsartige („geschlagene“) Drehbewegung ein höheres Drehmoment an der Schraube erzeugt. Der Elektromotor kann beim Impulsschrauben, ohne zu überhitzen, kurzzeitig überlastet werden, was trotz der kleinen Bauform ein hohes Drehmoment ergibt.
Bohrschrauber haben verbreitet ein Zweiganggetriebe: langsam fürs Schrauben, schnell fürs Bohren.

## Bauarten
Neben der Bauform in Stiftart, welche meist schwächer dimensioniert und für einfache Montagearbeiten geeignet ist, hat sich die Bauform mit T-Griff durchgesetzt. Ältere Geräte besitzen noch den einer Bohrmaschine ähnlichen Pistolengriff. Einige Bohrschrauber sind mit einem kleinen LED-Leuchte ausgestattet um die Arbeitsumgebung aufzuhellen.
Bei Akkuschraubern wurden bis Ende der 2000er Jahre NiCd- oder NiMH-Zellen eingesetzt. Aufgrund der durch die Bauweise bedingten geringen Energiedichte der Akkus sind insbesondere Geräte mit NiCd-Technik recht schwer. NiMH-Zellen besitzen ca. die doppelte Energiedichte von NiCd; LiIon-Akkus können dies nochmals verdoppeln.
Seit 2003 werden von vielen namhaften Herstellern Lithium-Ionen-Akkumulatoren eingesetzt und sind heute (Stand 2022) Standard. Sie verfügen über ein wesentlich besseres Leistungsgewicht. Hinzu kommen kurze Ladezeiten und eine sehr geringe Selbstentladung.

## Gütemerkmale
Primäre Kenngrößen eines Bohrschraubers sind das maximale Drehmoment, die Drehzahl und, bei Akkuschraubern, die Kapazität des Akkus, gemessen in Amperestunden (Ah). Multipliziert mit der Betriebsspannung (Volt) ergibt sich die im Akku gespeicherte Energie, so dass aus hoher Kapazität und hoher Spannung auf lange Betriebszeit mit einer Akkuladung geschlossen werden kann. Daher werden Betriebsspannung und Kapazität häufig als Qualitätsmaß postuliert.
Weniger offensichtlich sind z. B. Verarbeitungsqualität, hochwertige Auslegung (z. B. Lager), hochwertige Bauteile in der Elektronik (z. B. Elkos) und Mechanik (stabile Plastikteile), Schadstofffreiheit (z. B. von PAK) und die Haltbarkeit der Akkus (falls vorhanden).
Wichtige Faktoren für den Profianwender sind außerdem die Ergonomie, das Zubehör sowie die Serviceleistungen des Herstellers.

## Trivia
Akkuschrauberrennen werden mit verschiedenen Fahrzeugkonstruktionen ausgetragen, die durch einen einheitlichen, handelsüblichen Akkuschrauber angetrieben werden.